# Raion de Iassinuvata
El raion de Iassinuvata (en ucraïnès Ясинуватський район) és un antic raion d'Ucraïna a l'óblast de Donetsk.
Comprèn una superfície de 809 km². La capital és la ciutat de Iasinuvata. Segons el cens de 2010 tenia una població total de 30.165 habitants. El seu codi KOATUU és 1425500000, el codi postal 86000 i el prefix telefònic +380 6236.